# Propalticus inflatus
Propalticus inflatus is een keversoort uit de familie Propalticidae. De wetenschappelijke naam van de soort is als Microloma inflatum voor het eerst geldig gepubliceerd in 1943 door John.
De soort is waargenomen in Papoea-Nieuw-Guinea.